# Augustin Hirschvogel
Augustin Hirschvogel (Nuremberga, 1503 — Viena, 5 de Março de 1553) foi um artista, matemático e cartógrafo alemão conhecido principalmente por suas gravuras em água-forte. Suas 35 pequenas gravuras de paisagens, feitas entre 1545 e 1549, garantiram a ele um lugar na Escola do Danúbio, um círculo de artistas da Baviera e Áustria.
Ele começou a trabalhar na sua cidade natal, onde aprendeu a pintura em vidros como seu pai, Veit Hirschvogel, que era o pintor oficial de vitrais da cidade. Em 1525, Nuremberga aceitou a Reforma Protestante, terminando com as caras encomendas de vitrais. Em 1530, Augustin tinha uma oficina com os artistas Oswald Reinhart e Hanns Nickel.
Hirschvogel partiu em 1536 para Liubliana, hoje Eslovênia, voltando a Nuremberga em 1543. Durante este período, produziu suas primeiras obras como cartógrafo. Quando voltou para Viena em 1544, trabalhou basicamente para a cidade. Morreu em Viena em 1553.
Hirschvogel trabalhou com gravuras na última parte de sua vida, quando morava em Viena. Acredita-se que tenha sido ele o criador do único retrato do físico suíço Paracelso. Sua arte mostra as influências de Wolf Huber, Albrecht Dürer, Albrecht Altdorfer, Sebald Beham, Hans Burgkmair e Agostino del Musi.